# Rimberg (Rarbach)
Der Rimberg, auch Rimbergkopf genannt, bei Oberrarbach im nordrhein-westfälischen Hochsauerlandkreis ist ein 713,1 m ü. NHN hoher Berg im Rothaargebirge.

## Geographie

### Lage
Der Rimberg erhebt sich im Nordwesten des Rothaargebirges. Sein Gipfel liegt etwa 1,5 km südöstlich von Oberrarbach und 700 m westnordwestlich des Weilers Rimberg, die beide zur Stadt Schmallenberg gehören. Der Großteil des Berges inklusive des Gipfels liegt in der Gemarkung Rarbach, Teile der Südflanke gehören zur Gemarkung Fredeburg. Auf der Westflanke entspringt der Rarbach, auf der Nordflanke des Knüppelhagen (710,5 m), einer nördlichen Rimberg-Nebenkuppe, entspringt der Rarbach-Zufluss Gengenasiepen und auf der Ostflanke des Knüppelhagen der Brabecke-Zufluss Düsmecke.

### Naturräumliche Zuordnung
Der Rimberg gehört in der naturräumlichen Haupteinheitengruppe Süderbergland (Nr. 33), in der Haupteinheit Rothaargebirge (mit Hochsauerland) (333) und in der Untereinheit Winterberger Hochland (333.5) zum Naturraum Hunau (333.55).

## Name
In topographischen Karten wird dieser Berg als Rimberg, die nördlich gelegene Nebenkuppe als Knüppelhagen bezeichnet. Die Lagebezeichnungen im Kataster sind Rebbersche Berg und Schey. Rimberg ist im Kataster die Lagebezeichnung für eine etwa 1,1 km nordnordöstlich gelegene Erhebung an der Landesstraße 776. Die Katasterbezeichnungen sind schon im Urkataster dokumentiert. In der Neuaufnahme der Messtischblätter aus der Zeit um 1900 werden beide Berge als Rim-B., die Nebenkuppe als Knüppelhagen bezeichnet, später in der Deutschen Grundkarte der nordöstlich gelegene Berg als Kl. Rimberg.

## Verkehr und Wandern
Südöstlich vorbei am Rimberg führt zwischen Bad Fredeburg durch den Weiler Rimberg nach Gellinghausen die Landesstraße 776, von der ein Teil als Hochsauerland-Höhenstraße ausgewiesen ist. Von dieser Straße zweigt etwas südwestlich des Weilers die nach Oberhenneborn führende Landesstraße 914 ab und von letzterer westlich des Berges die vorbei an Oberrarbach verlaufende Kreisstraße 38. Auf dem Ostsüdosthang des Rimbergs gibt es einen Skilift mit -piste.